# 앞어금니

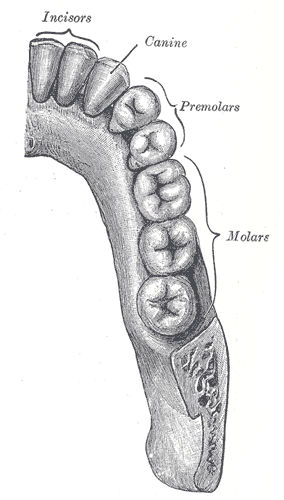

앞어금니는 포유류에서 송곳니와 뒷어금니 사이에 있는 치아이다. 작은어금니 또는 소구치(小臼齒)라고도 한다.

## 같이 보기
- 앞니